# Willi Baumgart
Willi Baumgart (* 24. Juli 1903; † 22. Mai 1975 in Ost-Berlin) war ein deutscher Gewerkschafter (FDGB) und SED-Funktionär. Er war von 1949 bis 1958 Generalsekretär der IVG öffentliche Dienste.

## Leben
Baumgart erlernte nach dem Besuch der Volksschule den Beruf des Drehers. Im Jahr 1930 wurde er Mitglied der KPD. Nach Hitlers Machtergreifung 1933 leistete er Widerstandsarbeit.
Nach dem Zweiten Weltkrieg trat er in die Sozialistische Einheitspartei Deutschlands (SED) und den FDGB ein und wurde Partei- und Gewerkschaftsfunktionär. Er  arbeitete zunächst in der Berliner SED-Betriebsgruppe des Post- und Fernmeldewesens und schulte Referenten. Er war dann stellvertretender Vorsitzender des Zentralbetriebsrats des Post- und Fernmeldewesens in der Sowjetischen Besatzungszone.
Als Mitglied des Zentralvorstandes der Industriegewerkschaft Post und Fernmeldewesen wurde er am 29. Oktober 1949 auf der Gründungsversammlung der Internationalen Vereinigung der Gewerkschaften (IVG) der Post-, Telegrafen-, Telefon- und Radioarbeiter in Berlin zum Mitglied des Ständigen Ausschusses und Generalsekretär der IVG gewählt. Auf dem 3. FDGB-Kongress im September 1950 erfolgte seine Wahl in den FDGB-Bundesvorstand. Auf der ersten Internationalen Konferenz der Werktätigen des Öffentlichen Dienstes und verwandter Berufe im April 1955 in Berlin wurde er schließlich zum Generalsekretär der IVG des Öffentlichen Dienstes und verwandter Berufe gewählt. Diese Funktion hatte er bis 1958 inne. Baumgart war später Leiter des Haupttelegrafenamtes Berlin im Rang eines Oberrates.
Baumgart starb im Alter von 71 Jahren und seine Urne wurde auf dem Friedhof Baumschulenweg bestattet.

## Auszeichnungen
- 1958 Medaille für Kämpfer gegen den Faschismus 1933 bis 1945
- Verdienstmedaille der DDR
- Vaterländischer Verdienstorden in Bronze